# Zdzisław Wasserberger

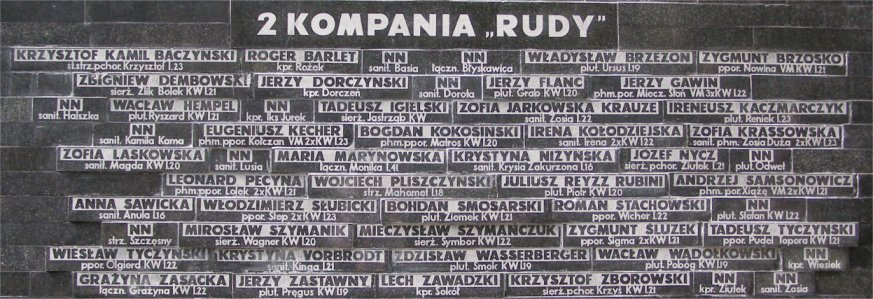
Na Powązkach Wojskowych. Nazwisko Wasserbergera w 9. rzędzie

Zdzisław Wasserberger ps. Smok (ur. 18 grudnia 1925, zm. 14 września 1944 w Warszawie) – plutonowy, w powstaniu warszawskim w II plutonie „Alek” 2. kompanii „Rudy” batalionu „Zośka” Zgrupowania „Radosław” Armii Krajowej.
Syn Józefa, oficera legionów, kapitana Wojska Polskiego, odznaczonego Virtuti Militari i czterokrotnie Krzyżem Walecznych, następnie znanego adwokata oraz Jadwigi, z domu Piętka, Sprawiedliwej wśród Narodów Świata.
Działał w 80 Drużynie Harcerskiej im. Jędrzeja Śniadeckiego. Podczas okupacji niemieckiej służył w polskim podziemiu zbrojnym.
W powstaniu warszawskim walczył wraz ze swoim oddziałem na Woli, Starym Mieście i Czerniakowie. Poległ 14 września 1944 w rejonie ul. Szarej. Miał 19 lat. Jego symboliczna mogiła znajduje się na Powązkach Wojskowych obok kwater żołnierzy i sanitariuszek batalionu "Zośka".
Został odznaczony Krzyżem Walecznych.